# دستور أوكرانيا

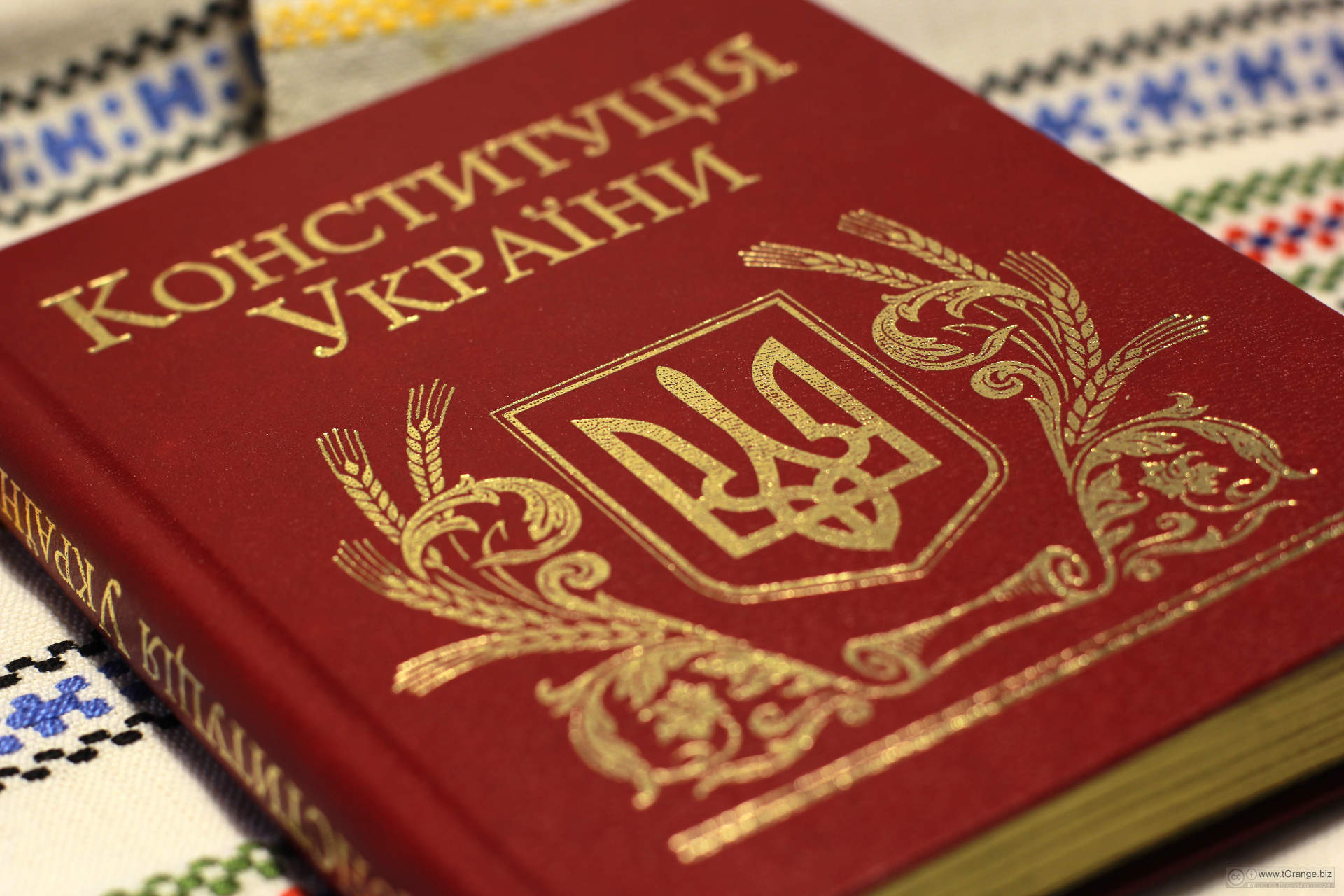

دستور أوكرانيا (بالأوكرانية: Конституція України) : هو القانون الأساسي لدولة أوكرانيا، تم تبني الدستور والمصادقة عليه في الجلسة الخامسة للبرلمان الأوكراني في (28 يونيو 1996)، تمت المصادقة على الدستور بـ 315 من أصل 450 صوتًا يجب أن تتوافق جميع القوانين الأخرى والقوانين القانونية المعيارية الأخرى لأوكرانيا مع الدستور. إن الحق في تعديل الدستور من خلال إجراء تشريعي خاص منوط حصراً بالبرلمان. الهيئة الوحيدة التي يمكنها تفسير الدستور وتحديد ما إذا كان التشريع يتوافق معه هو المحكمة الدستورية لأوكرانيا، منذ عام 1996 ، يتم الاحتفال بيوم الدستور في (28 يونيو) من كل عام

## التعديلات
وفقًا للفصل الثالث عشر من دستور أوكرانيا : لا يمكن تعديل الدستور الأوكراني إلا بموافقة ما لا يقل عن ثلثي البرلمان، حيث يتألف البرلمان الأوكراني من (450 مشرعًا أوكرانيًا)، في مايو 2012 أنشأ الرئيس فيكتور يانوكوفيتش الجمعية الدستورية لأوكرانيا. وهي وكالة مساعدة خاصة تابعة لرئيس الجمهورية لإعداد مشاريع تعديلات الدستور، ثم يعرضها الرئيس على البرلمان